# Киргизский революционный комитет
Киргизский революционный комитет (Кирревком, в современных источниках встречается название Казревком) — временный орган советской власти, созданный в годы Гражданской войны. В ведение ревкома были переданы земли населённые в значительной степени киргиз-кайсаками, как в Российской империи и Советской России назывались казахи.
Орган был создан 10 (19) июля 1919 года декретом Совета Народных Комиссаров РСФСР «О Революционном Комитете по управлению Киргизским краем». Кирревком проработал 15 месяцев до своего роспуска и образования Киргизской АССР 26 августа 1920 года. Штаб-квартира революционного комитета находилась в Оренбурге.
В его первоначальный состав вошли Станислав Пестковский, Ахмет Байтурсынов, Василий Лукашев, Алиби Джангельдин, Мухамедияр Тунганчин, Сейткали Мендешев и Бахытжан Каратаев. В разное время в составе Казревкома также работали Абдрахман  Айтиев, Сакыпкерей Аргыншиев, Губайдулла Алибеков и Байкадам Каралдин.